# FileZilla
FileZilla is een opensource-FTP-programma voor Windows, Mac, Linux en FreeBSD. Met FileZilla is het mogelijk over meerdere verbindingen bestanden naar een FTP-server te sturen en op te halen, waardoor men sneller bestanden kan uploaden en/of downloaden.
FileZilla biedt de mogelijkheid tot een veilige verbinding, zo is er ondersteuning voor FTP over SSH en FTP over SSL/TLS. Ook kan er met wachtrijen en proxyservers gewerkt worden. Er is een ook een mogelijkheid om de upload- en downloadsnelheden te begrenzen.

## Geschiedenis
FileZilla werd opgestart in januari 2001 door Tim Kosse en twee klasgenoten. FileZilla werd een opensourceproject, omdat er al veel FTP-clients beschikbaar waren waardoor de kans op commercieel succes eerder laag was.
De eerste alfaversie werd in februari 2001 uitgegeven en alle benodigde functies werden geïmplementeerd in de bètaversie 2.1. Versie 3 van FileZilla werd volledig herschreven en biedt ondersteuning voor bijkomende besturingssystemen. Naast Windows worden nu ook Linux en Mac ondersteund. De belangrijkste vernieuwing in versie 3.3 is de ondersteuning voor tabbladen.